# Карашиганський сільський округ
Карашига́нський сільський округ (каз. Қарашыған ауылдық округі, рос. Карашиганский сельский округ) — адміністративна одиниця у складі Саркандського району Жетисуської області Казахстану. Адміністративний центр — село імені Мукана Тулебаєва.
Населення — 924 особи (2021; 1279 у 2009, 1444 у 1999, 2034 у 1989).
Станом на 1989 рік існувала Карашаганська сільська рада (села Красний Рибак, Тулебаєво, Ульга) колишнього Бурлютобинського району.

## Склад
До складу округу входять такі населені пункти:
| Населений пункт              | Населення, осіб (1989) | Населення, осіб (1999) | Населення, осіб (2009) | Населення, осіб (2021) |
| ---------------------------- | ---------------------- | ---------------------- | ---------------------- | ---------------------- |
| імені Мукана Тулебаєва, село | 1313                   | 932                    | 817                    | 633                    |
| Ульга, село                  | 489                    | 285                    | 270                    | 176                    |
| Шубартубек, село             | 234                    | 227                    | 192                    | 115                    |